# Tamba lorio
Tamba lorio là một loài bướm đêm trong họ Noctuidae.